# Jacques Préboist
Jacques Préboist (21. května 1923 – 5. února 1999) byl francouzský divadelní a filmový herec. Byl starším bratrem populárního komika Paula Preboise.

## Život a herecká kariéra
Jacques Préboist se narodil v Marseille jako prvorozený syn v rodině majitele dostihových stájí Julia Maria Preboise. Matka Maud, rozená Bartholomewová, pocházela z Anglie. Spolu s mladším bratrem Paulem od malička rozběhávali koně pro profesionální žokeje. Pohybová pružnost byla vlastností obou bratří a později jim umožňovala získávat jezdecké kaskadérské role u filmu. Třebaže otec jim připravoval kariéru překážkových jezdců, oba bratři našli svou budoucnost v zábavním průmyslu.
Jacques získával obživu především v kabaretech, ale jako představitel malých až komparzních rolí se objevil ve více než 300 filmech. Ve filmu se vyskytuje často spolu s populárnějším bratrem Paulem, se kterým nejednou vytvořili dvojice stejných charakterů (pár zlodějů, dvojice četníků, spoluvězni, spolumajitelé obchůdku, pár funebráků).
Jacques Práboist svého mladšího bratra přežil o dva roky. Zemřel 5. února 1999 v Suresnes , jeho popel byl umístěn vedle popela bratra Paula v Seine-et-Marne.